# Georgij Alexandrovič Anufrijev
Georgij Alexandrovič Anufrijev (rusky Георгий Александрович Ануфриев; 19. ledna 1943, Nižnij Novgorod – 13. května 2017, Nižnij Novgorod) byl ruský entomolog, specialista na podřád Auchenorrhyncha.

## Život
Narodil se v rodině vojenského potápěče a ženy v domácnosti. V roce 1965, po absolvování univerzity v rodném městě, odešel na čas do Vladivostoku. Přímořský kraj navštívil při postgraduálním studiu ještě dvakrát. Podnikl expedice na Krym, Ural, Chibiny, Povolží, Střední Asie, Zabajkalsko, Dálný východ (Sichote-Aliň a rezervace Cedrová roklina). V roce 1975 obhájil svou disertační práci o cikádách na Kurilských ostrovech. V roce 1985 obhájil svou doktorskou práci o cikádách Přímořského kraje. Vedl katedru zoologie Univerzity Nižnij Novgorod.
Zemřel na mrtvici dne 13. května 2017 ve věku 74 let.

## Vědecká činnost
Pod jeho vedením bylo obhájeno 15 diplomových prací. Popsal více než 150 druhů, 30 rodů a podrodů. Řada taxonů je pojmenována po něm. Byl redaktorem Červené knihy ohrožených druhů pro region Nižnij Novgorod, také spravoval entomologickou sbírku muzea univerzity. Je autorem a spoluautorem tří monografií a více než 200 článků.